# 藤崎武男
藤崎 武男（ふじさき たけお、1922年（大正11年） - ）は、日本の作家、ルポライター。元・旧日本陸軍大尉。旧姓・太田。

## 略歴
千葉県に生まれる。1939年（昭和14年）3月、旧制千葉県立佐倉中学校（現在の千葉県立佐倉高等学校）卒業、1941年（昭和16年）7月、陸軍士官学校（55期）を卒業し、見習士官として華北に派遣される。
1944年（昭和19年）には、第37師団・歩兵第227連隊の第1中隊長として大陸打通作戦に参戦し、中国大陸から仏印・英領マレーを転戦してマレーで終戦を迎えた。第二次世界大戦終戦時、陸軍大尉。著書の『歴戦1万5000キロ―大陸縦断一号作戦従軍記』は、大陸打通作戦開始から、終戦後日本に帰還するまでの記録である。
戦後、毎日新聞記者を経た後、文筆業に専念する。1959年（昭和34年）より『週刊文春』ルポライターとして特集記事などを担当する。

## 著書
- 『B・G手帖―職場で愛される12のポイント』(1963年)
- 『人の心をつかむコツ』(1959年）
- 『歴戦1万5000キロ―大陸縦断一号作戦従軍記』(中公文庫、1999年）
- 『化粧品ひとすじ―小林孝三郎伝』 (1976年)
- 『逸話365日』(1966年)
- 『すぐに役立つ冠婚葬祭の決め手〈冠婚編）』
- 『すぐに役立つ冠婚葬祭の決め手〈葬祭編〉』 （1990年1月）
- 『すぐに役立つ式辞あいさつ事典』
- 『成功へみちびく信念』(1959年)
- 『ビジネス現代訓―間違いだらけの人づかい』(1964年)
- 『妻の倦怠期』(1960年)
- 『結婚―交際から新婚旅行まで』(1967年)
- 『才能開発術』(1963年）
- 『あなたも社長になれる』(1964年）
- 『嫁と姑』(1960年)
- 『冠婚葬祭べからず集』(1972年)
- 『冠婚葬祭・これだけは知っておきたい礼法百科』（鶴書房）
- 『心を伝える手紙文例事典』（柏書房、1983年6月）